# Parnell (Missouri)
Parnell és una població dels Estats Units a l'estat de Missouri. Segons el cens del 2000 tenia 197 habitants.

## Demografia
Segons el cens del 2000, Parnell tenia 197 habitants, 93 habitatges, i 47 famílies. La densitat de població era de 262,3 habitants per km².
Dels 93 habitatges en un 25,8% hi vivien nens de menys de 18 anys, en un 35,5% hi vivien parelles casades, en un 9,7% dones solteres, i en un 48,4% no eren unitats familiars. En el 43% dels habitatges hi vivien persones soles el 26,9% de les quals corresponia a persones de 65 anys o més que vivien soles. El nombre mitjà de persones vivint en cada habitatge era de 2,12 i el nombre mitjà de persones que vivien en cada família era de 3.
Per edats la població es repartia de la següent manera: un 21,3% tenia menys de 18 anys, un 14,2% entre 18 i 24, un 21,3% entre 25 i 44, un 19,3% de 45 a 60 i un 23,9% 65 anys o més.
L'edat mediana era de 41 anys. Per cada 100 dones de 18 o més anys hi havia 109,5 homes.
La renda mediana per habitatge era de 23.281 $ i la renda mediana per família de 33.750 $. Els homes tenien una renda mediana de 21.250 $ mentre que les dones 18.125 $. La renda per capita de la població era de 13.467 $. Entorn del 2,2% de les famílies i el 13,6% de la població estaven per davall del llindar de pobresa.

## Poblacions més properes
El següent diagrama mostra les poblacions més properes.